# Père Laurent
Pierre-Thomas Lachenal (né le 15 août 1809 à Aoste et mort le 27 septembre 1880), est un prêtre catholique valdôtain, frère capucin aostois, connu sous le nom de Père Laurent. Il est notamment le fondateur de l'hospice de charité situé à Aoste sur l'avenue qui porte son nom.
Son nom est également lié au couvent des frères capucins de Châtillon, où il représenta l'une des personnalités intellectuelles les plus importantes avec l'historien Paul-Félix Tisserand.

## Biographie
Né en 1809 à Aoste dans le Faubourg du Pont-de-Pierre, de Jean-Pierre, officier savoyard établi à Aoste, et de l'aostoise Angélique Gal, il est issu de la famille d'un général des États de Savoie, il fréquente le collège Saint-Bénin à Aoste avant de se dédier à la vie religieuse sous le nom de Père Laurent en 1828. 
De 1847 lorsqu'il est nommé Père Provincial de France à 1867 il produit une vaste œuvre littéraire et scientifique et fonde les Annales franciscaines en 1861. Il cultiva plusieurs intérêts culturels en se dédiant à l'histoire, à la philosophie, à la géologie et aux sciences naturelles. Il fut élu président de l'Académie Saint-Anselme à la mort du prieur Jean-Antoine Gal en 1867.
Le 7 mai 1872 il est réclamé par son Ordre à Rome comme Procureur Général de l'ordre des capucins. Malade il revient l'année suivante et reprend sa fonction de supérieur du Grand Séminaire. En 1875 il est élu Provincial de Savoie et quitte Aoste pour la Savoie. Après y avoir accompli son triennat il se retire définitivement dans la Vallée d'Aoste. Son œuvre de bienfaisance se concrétisa notamment par la construction de la Maîtrise et de l'Orphelinat près de la cathédrale d'Aoste, ainsi que du Refuge des pauvres, situé encore de nos jours, avenue Père Laurent à Aoste (1869) où il décède.
En 1869, il participa au Concile Vatican I, où il se fit apprécier en tant qu'orateur. Il prononça notamment les orations funèbres de Laurent Cerise en 1869, du comte Édouard Crotti de Costigliole en 1870 et de monseigneur Jacques-Joseph Jans, évêque d'Aoste, en 1872.

## Hommages
Le nom du Père Laurent est conservé en toponymie et odonymie :
- Un sommet, le mont Père Laurent, lui a été dédié par la commune de Pollein.
- À Aoste, l'avenue Père Laurent, où se situe encore aujourd'hui le refuge des pauvres, porte son nom.

## Œuvres
Des ouvrages religieux:
- Le Manuel du tiers Ordre
- La Dissertation théologique sur l'Indulgence et la Portioncule
- Le Cérémonial de la Province de France

Des ouvrages historiques:
- Biographie du Père Ange Joyeuse, 1863.
- Biographie de saint Laurent de Brindes, 1867.
- Conférences ecclésiastiques (posthume), Paris, 1881.

Des ouvrages scientifiques: 
- Le Traité élémentaire de Géologie
- Les Etudes géologiques, philosophiques et scripturales sur la Cosmogonie de Moïse
- Les Ombres de Descartes, Kant et Jouffroy à M. Cousin